# Alburnus caeruleus
Alburnus caeruleus is een straalvinnige vissensoort uit de familie van karpers (Cyprinidae). De wetenschappelijke naam van de soort is voor het eerst geldig gepubliceerd in 1843 door Johann Jakob Heckel.
A. caeruleus komt voor in het stroomgebied van de Tigris en Eufraat en in de rivier Quwaiq in Irak en Syrië. Ze werd in 1836 verzameld tijdens een wetenschappelijke reis van de geoloog Joseph Russegger.